# Тодор Каблешков (кораб)
Вижте пояснителната страница за други значения на Тодор Каблешков.
Моторен кораб „Тодор Каблешков“ е хидрографен кораб, който се използва от Изпълнителна агенция „Проучване и поддържане на река Дунав“ за поддържането на навигационно пътевата обстановка по река Дунав. Построен е през 1962 г. в Корнайбург, Австрия.
Максималната дължина на кораба е 45,09 m, максимална ширина – 7,05 m, максимална височина – 5,90 m и максимално газене – 1,40 m.